# Oenothera neomexicana
Oenothera neomexicana är en dunörtsväxtart som först beskrevs av John Kunkel Small, och fick sitt nu gällande namn av Philip Alexander Munz. Oenothera neomexicana ingår i släktet nattljussläktet, och familjen dunörtsväxter. Inga underarter finns listade i Catalogue of Life.